# Pico de Mompius
Pico de Mompius är en bergstopp i Spanien.   Den ligger i provinsen Província de Lleida och regionen Katalonien, i den nordöstra delen av landet, 400 km nordost om huvudstaden Madrid. Toppen på Pico de Mompius är 2 274 meter över havet, eller 133 meter över den omgivande terrängen. Bredden vid basen är 1,2 km.
Terrängen runt Pico de Mompius är huvudsakligen bergig, men den allra närmaste omgivningen är kuperad.Runt Pico de Mompius är det glesbefolkat, med 18 invånare per kvadratkilometer. Närmaste större samhälle är Vielha, 4,8 km öster om Pico de Mompius. I omgivningarna runt Pico de Mompius växer i huvudsak blandskog.